# 株木建設
株木建設株式会社（かぶきけんせつ）とは、茨城県水戸市に本店、東京都新宿区に本社を置く建設会社（ゼネコン）である。

## 沿革
- 1921年（大正10年）4月 - 株木政一が水戸市にて創業
- 1943年（昭和18年）11月 - 株式会社株木組として法人化
- 1948年（昭和23年） 8月 - 株木建設株式会社に社名変更
- 1958年（昭和33年）6月 - 資本金を1億円に増資
- 1964年（昭和39年）11月 - 札幌、仙台、水戸、東京、北陸、名古屋に支店を開設
- 1965年（昭和40年）10月 - 大阪市に支店を開設
- 1984年（昭和59年）5月 - 資本金を18億円に増資
- 2001年（平成13年）1月 - 資本金を27億円に増資
- 2002年（平成14年）3月 - つくば支店を開設
- 2002年（平成14年）10月 - 北関東支店を開設

## 歴代社長
株木組社長
- 株木政一：1943年 - 1948年

株木建設社長
- 株木政一：1948年 - 1958年
- 株木正郎：1958年 - 1989年
- 株木雅浩：1989年 - 2019年
- 株木康吉：2019年 -

## 関連会社一覧
- 株式会社イバラキコンストラクション
- 株式会社上野パーキングセンター
- 株式会社ハイミックスブッサン
- 日立コンクリート株式会社
- 日立セメント株式会社
  - 日立寒水石株式会社
  - 株式会社日立生コン
  - 株式会社日立パイル
  - 株式会社ウッドストックカントリークラブ
  - 鹿島中央コンクリート株式会社
  - ニュー山根ゴルフクラブ株式会社
- 株式会社水戸三の丸パーキング
- ユニバーサルプランニング株式会社